# Бог (ода)
«Бог» — стихотворение Г. Р. Державина, которое автор начал писать с 1780 года и которое было впервые напечатано в газете «Собеседник» 3 апреля 1784 года. Стихотворение носит торжественный характер, потому произведение называют одой. Автор придавал произведению особое значение в своём творчестве.

## История творения
В авторских примечаниях к произведению рассказано, как автором было начато и завершено произведение.

Первое вдохновение или мысль к написанию сей оды получил в 1780 г., быв во дворце у всенощной в Светлое воскресенье, и тогда же, приехав домой, первыя строки положил на бумагу— 
Далее автор пишет о препятствиях, которые на четыре года затормозили процесс создания данного творения: обязанности занимаемой должности, ежедневные суетные дела, городская жизнь. Потому автор уезжает в деревню в поисках вдохновения. Через десятилетия Державин вспомнил, как смог завершить оду: «…не докончив последняго куплета сей оды, что было уже ночью, заснул перед светом: видит во сне, что блещет свет в глазах его, проснулся, и в самом деле воображение так было разгорячено, что казалось ему, вокруг стен бегает свет, и с сим вместе полились потоки слез из глаз у него; он встал и ту ж минуту, при освещающей лампаде, написал последнюю сию строфу, окончив тем, что в самом деле проливал он благодарныя слезы за те понятия, которыя ему вперены были». Этими примечаниями подчеркиваются особые религиозные обстоятельства создания произведения.
Й. Клейн подчеркивает мировую популярность произведения: оно переводилось 18 раз на французский язык, 9 — на немецкий, и в целом в русской литературе XVIII в. ни одно произведение не вызывало такого резонанса.

## Анализ произведения
Сам автор писал про отзывы на своё произведение: «отъ всехъ похваляется».
Исследователи указывают на некоторую асимметричность строф оды. При сочинении доказательств отношений между Богом и человеком логичным предполагается выбирать чётное количество строф. Логичность данного выбора заключена и в традиционных религиозных символах: 12 апостолов, 10 заповедей. Но ода написана в 11 строф, и выбор автора не случаен: последняя строфа содержит извинения поэта за посягательство на такую тему.
Е. Г. Эткинд говорит о безусловной убедительности в композиции произведения: «ода состоит из двух частей по 5 строф и одной заключительной строфы — извинения автора, дерзнувшего покуситься на великую тему. Обе же равновеликие части посвящены: первая — Богу („Ты“), вторая — человеку („я“)». По мнению Д. Л. Башкирова, последняя строфа оды и проявляет ту необозримую дистанцию между пониманием Бога и проявлением восхищения Им.
Асимметричность произведению придают используемые местоимения: «ты» преобладает с начала произведения, «я» начинает преобладать с седьмой строфы. Хотя местоимение «мы», наоборот, смягчает данный резонанс, так как присутствует в первой и последней строфах: «Кого мы называемъ — Богъ …/…То слабымъ смертнымъ невозможно» (то есть нам).
В примечаниях к произведению автор придаёт весомое значение видению света, то ли реальному, то ли мнимому, которое охватывало пространство вокруг, а затем и самого поэта. «Именно образы света — в различном масштабе, в противопоставлении бесконечно большого и бесконечно малого становятся в оде Державина основой для образного воплощения космической гармонии: это и „искры“, и „солнца“, и „светил возжённых миллионы“, „огненны лампады“, „волн златых кипящий сонм“, „горящие эфиры“, „иль вкупе все светящи миры“ — и повседневное наблюдение жителей Севера: „Как в мразный ясный день зимой / Пылинки инея сверкают, / Вратятся, зыблются сияют, — / Так звезды в безднах пред Тобой.“»
Противопоставления можно увидеть и в употреблении знаков «ерь» и «мягкого знака» на конце слов, в противопоставлении знаков восклицания и вопрошания: «Я царь — я рабъ, я червь — я Богъ!»
Эта строка стала самой общеизвестной и узнаваемой. И всё же это не утверждение превращается из восклицательного утверждения в смиренное вопрошание: «ОтколЪ происшелъ? — безвЪстенъ, / А самъ собой я быть не могъ».
Но игра на контрастах, противоположностях дана для осознания того, что всё едино перед Богом. «Свет и тьма, большое и малое, существующие как противоположности, становятся едины перед лицом предвечного Бога, в котором нет противоположностей, и всё становится равно всему: „Себя собою составляя, // Собою из себя сияя, // Ты свет, откуда свет истек“»

## Критика
Й. Клейн указывает на то, что Державину получается внушить читателю традиции православной веры: «в своём стихотворении Державин предпринял попытку согласовать традиционную русскую веру в Бога с духом западноевропейского Нового времени, чтобы, при всём уважении к традиции, понять отношение человека к Богу и его положение во вселенной в соответствии с современным знанием. Успех державинской оды показывает, что ему удалось выразить это новое понимание языком, убедительным для современников и потомков».
Е. Г. Эткинд восхищается тем, что «Державину удалось выразить наименее словесно выразимое: понятия Бесконечности и Вечности. Это осуществлено соединением абстрактно-метафизических рассуждений с наиконкретнейшими реалиями материального мира, данными в сравнениях и метафорах… Единство незримого и зримого, абстрактно-метафизического и материально-телесного потому феноменально, что ведь и весь смысл оды — в этом единстве».
Современный исследователь И. А. Есаулов видит в данном произведении не только выражение веры через знания, слова, но и «культурные коды XVIII века». «С непревзойдённым художественным мастерством произведение поставило „вечную“ проблему соотношения „Ты“ (Бога) и „я“ (человека)».